# Чехов, Олег Владимирович
Олег Владимирович Чехов (род. 1940) — советский и российский боксёр, заслуженный тренер России, тренер высшей категории, тренерский стаж — более 30 лет (в том числе в 1971—1977 годах — с/к «Луч»; в 1978—1983 и 1985—1991 годах — МВО; в 1983—1985 годах — национальная сборная республики Ангола, с 1992 года и по настоящее время — с/к «Луч»). Привлекался со своими учениками в сборную СССР, ВС, Москвы и России.

## Достижения
Более 20 медалей, завоеванных учениками в чемпионатах и Спартакиадах СССР. Команда МВО 7 раз становилась победителем первенства ВС. 
С 1992 года в клубе организована подготовка боксеров для профессионального бокса, начиная с подготовительных групп.
Его ученики
| Имя                                | Достижения |
| ---------------------------------- | --- |
| Крупин, Александр Рюрикович (1956) | Чемпион Европы и мира |
| Кобозев Сергей                     | Чемпион СССР, Европы и Америки среди профи                                                                                  |
| Аникин Вячеслав                    | Чемпион России среди профи                                                                                                  |
| Джабраилов Джабраил                | Четырёхкратный Чемпион России среди профи, Интерконтинентальный чемпион по боксу                                            |
| Перевозчиков Александр             | Чемпион России, Интерконтинентальный чемпион мира по версии WBB (Всемирное Боксерское Правление) по профессиональному боксу |
| Королёв Сергей                     | Чемпион России среди профи                                                                                                  |
| Хусаинов, Эдуард Ришатович         | Финалист спартакиады народов СССР                                                                                           |
| Щербаков Александр                 | Чемпион СССР и финалист спартакиады народов                                                                                 |
| Колчанов Олег                      | Чемпион России среди профи                                                                                                  |
| Кочерян Ваге                       | Чемпион Европы по боксу среди профи                                                                                         |
| Дасоян Роберт                      | Чемпион Европы и мира по боксу среди профи (юниоры)                                                                         |